# Пуйкова мурена
Пуйковите мурени (Gymnothorax meleagris) са вид актиноптери от семейство Муренови (Muraenidae).
Те са незастрашен вид.
Таксонът е описан за пръв път от Джордж Шоу през 1795 година.